# Driloleirus macelfreshi
Espèce
Statut de conservation UICN

 EN B1ab(iii) : En danger
Classification phylogénétique
- Bilatériens
  - Protostomiens
    - Lophotrochozoaires
      - Eutrochozoaires
        - Annélides
          - Oligochètes

Le ver de terre géant de l'Oregon (Driloleirus macelfreshi), de la famille des Megascolecidae, est une des espèces les plus grandes de vers de terre d'Amérique. Sa taille est d'environ 60 cm de long en extension moyenne. Son aire de répartition est limitée à la vallée de Willamette et à quelques autres régions de l'Oregon, aux États-Unis.
L'espèce a été découverte dans la région de Salem et décrite par Smith en 1937.
Elle est confinée à des sols profonds, humides peu perturbés de forêts de pins et d'érables.
Son alimentation est constituée presque entièrement de matières organiques, avec une très minime adjonction de sol inorganique.
Ce ver est actif à proximité de la surface, mais estive à trois à cinq mètres de profondeur.
Sa présence est un excellent indicateur de milieux sains devenus actuellement très rares.